# Долхолиска
Долхолиска (пол. Dołholiska) — деревня в Бяльском повете Люблинского воеводства Польши. Входит в состав гмины Вишнице. По данным переписи 2011 года, в деревне проживало 59 человек.

## География
Деревня расположена на востоке Польши, на расстоянии приблизительно 36 километров к юго-востоку от города Бяла-Подляска, административного центра повета. Абсолютная высота — 158 метров над уровнем моря. Через населённый пункт проходит региональная автодорога 812.

## История
По данным на 1827 год имелось 15 дворов и проживало 138 человек. Согласно «Справочной книжке Седлецкой губернии на 1875 год» деревня входила в состав гмины Городище Влодавского уезда Седлецкой губернии.
В период с 1975 по 1998 годы находилась в составе Бяльскоподляского воеводства.

## Население
Демографическая структура по состоянию на 31 марта 2011 года:
|         | Всего | До трудоспособного возраста | Трудоспособного возраста | Старше трудоспособного возраста |
| ------- | ----- | --------------------------- | ------------------------ | ------------------------------- |
| Мужчины | 27    | 7                           | 16                       | 4                               |
| Женщины | 32    | 5                           | 11                       | 16                              |
| Всего   | 59    | 12                          | 27                       | 20                              |